# Telektroskop
Treść tego artykułu może nie być zgodna z zasadami neutralnego punktu widzenia,
ponieważ w wersji angielskiej rola Szczepanika jest o wiele mniejsza, jest tam opisany jako jeden z kilku wynalazców związanych z tym urządzeniem.
Dokładniejsze informacje o tym, co należy poprawić, być może znajdują się w dyskusji tego artykułu.
 Po wyeliminowaniu niedoskonałości należy usunąć szablon [[Szablon:Dopracować|]] z tego artykułu.
Telektroskop – urządzenie służące do przesyłania na odległość ruchomego obrazu kolorowego wraz z dźwiękiem, wynalezione i opatentowane w 1897 roku przez polskiego wynalazcę i prekursora „telewizji elektrycznej” Jana Szczepanika.

## Historia
Swój wynalazek Szczepanik zgłosił w Brytyjskim Urzędzie Patentowym (patent brytyjski nr 5031) w roku 1897 jako „telektroskop, czyli aparat do reprodukowania obrazów na odległość za pomocą elektryczności”. Urządzenie transmitowało obraz w barwach naturalnych wraz z dźwiękiem rozkładając go na punkty, które przekazywane były do odbiornika zamieniającego je ponownie na spójny kolorowy przekaz działając na identycznej zasadzie jaką stosuje dzisiejsza telewizja. Pomimo dużego rozgłosu i uznania w krajach zachodnich telektroskop nie został wdrożony do produkcji ze względu na zbyt duży stopień skomplikowania i kosztowność. Dzięki telektroskopowi amerykański uczony Albert Abramson uznał Szczepanika za trzecią z osób, które w znaczący sposób przyczyniły się do powstania telewizji.
3 kwietnia 1898 wynalazek Szczepanika znalazł się na okładce New York Timesa, gdzie został opisany jako urządzenie „do transmisji kolorowych promieni”. W 1898 Mark Twain opisał entuzjastycznie wynalazek Szczepanika w futurystycznym artykule From the „London Times” of 1904. W roku 1900 Szczepanik przedstawił na Wystawie światowej w Paryżu udoskonalone urządzenie do przenoszenia obrazu na odległość – „telefot”.

## Działanie
Działanie telektroskopu:
- wykorzystując fizjologiczną właściwość oka ludzkiego, przez krótkotrwałą projekcję szybko po sobie następujących punktów można uzyskać wrażenie całości obrazu
- analiza obrazu przesyłanego telewizyjnie jest to rozbicie go na punkty i ponowne połączenie jego elementów
- transponowanie wartości świetlnych tych punktów na wartości elektryczne łatwe do transmisji i odwrotne postępowanie w urządzeniu odbiorczym
- konieczność utrzymywania ścisłej synchronizacji między stacją nadawczą i odbiorczą
- nowy zupełnie sposób sterowania promieniem świetlnym poprzez wychylanie go w dwóch prostopadłych do siebie kierunkach. Przypomina to zjawiska w lampie oscyloskopowej gdzie strumień elektronów wychylany jest przy pomocy pola elektrostatycznego lub magnetycznego
- powiązanie transmisji obrazu z dźwiękiem.